# Michael Gorman
Michael Gorman (County Sligo, 1895 - ?, 1970) was een Ierse traditionele violist.
Hij werd vooral bekend als The Sligo Champion vanwege zijn manier van vioolspelen. Hij was afkomstig uit een familie van muzikanten, zijn broer Martin was zanger en zijn neef Michael fluitist. Zijn bijdragen aan de muziek van Ierland zijn mede te danken aan zijn samenwerking met Mick Flynn (zang), Margaret Barry (zang en banjo), Jimmy Power (viool), Paddy Breen (flageolet), Tommy Maguire (accordeon) en Patsy Goulding (piano). Hij speelde ook met de violist Michael Coleman samen voor dat deze naar de Verenigde Staten emigreerde.

## Discografie
- Irish Jigs, Reels & Hornpipes, o.a. met Willy Clancy - 1955
- Michael Gorman - The Sligo Champion - 1964
- Irish Music in London Pubs - 1965
- Her Mantle so Green,met Margaret Bary
- Past Masters of the Irish Fiddle Music from County Clare - 2001 o.a. met Mick Flynn

- Bibliothèque nationale de France: cb170077838 (data)
- International Standard Name Identifier: 0000 0000 3482 1641
- Library of Congress Control Number: n97876755
- MusicBrainz: eed3b3d0-7ee1-4af5-a0d4-20e5712734de
- Istituto Centrale per il Catalogo Unico: DDSV029936
- SNAC: w6sw2xzd
- Système universitaire de documentation: 087816369
- Virtual International Authority File: 9151301
- WorldCat: E39PBJgXcX7kTTC3DwRCPVJbh3